# Izocitrat dehidrogenaza
Izocitrat dehidrogenaza (IDH, EC-število 1.1.1.41 in 1.1.1.42) je encim, ki sodeluje v Krebsovem ciklu. Ima dve katalitični aktivnosti:
- dehidrogenacijsko - odstrani vodikov proton iz substrata (izocitrata)
- dekarboksilacijsko - odstrani CO2 iz nastalega substrata s 6 C-atomi in tvori produkt s 5 C-atomi (α-ketoglutarat).

Reakcija poteče ob prisotnosti koencima NADP+ in kofaktorja, dvovalentnega iona Mg2+ oziroma Mn2+.